# 17652 Nepoti
17652 Nepoti è un asteroide della fascia principale. Scoperto nel 1996, presenta un'orbita caratterizzata da un semiasse maggiore pari a 2,6599676 UA e da un'eccentricità di 0,0657513, inclinata di 11,43185° rispetto all'eclittica.